# Cleveland (Tennessee)
Cleveland település az Amerikai Egyesült Államok Tennessee államában, Bradley megyében, melynek megyeszékhelye is. Lakosainak száma 47 356 fő (2020. április 1.).

## Népesség
A település népességének változása:

| 2010 | 41 285 |
| 2020 | 47 356 |